# Anolis caquetae
Anolis caquetae – gatunek rzadkiej jaszczurki z rodziny Anolidae. Jest endemitem Kolumbii.

## Systematyka
Gatunek ten zalicza się do rodzaju Anolis, który umieszcza się obecnie w monotypowej rodzinie Anolidae. W przeszłości rodzaj ten zaliczano jednak do rodziny legwanowatych (Iguanidae).

## Rozmieszczenie geograficzne
Jest to endemit o zasięgu występowania ograniczonym tylko do swej lokalizacji typowej: Camp Soratama w górnym biegu Rio Apaporis w departamencie Caquetá w południowo-wschodniej Kolumbii.

## Siedlisko
Zauropsyd ten zamieszkuje gęsty nizinny las tropikalny.

## Zagrożenia i ochrona
Jest to rzadki gatunek jaszczurki; liczebność populacji ani jej trend nie są znane.
Nie prowadzi się żadnych działań zmierzających do ochrony gatunkowej tego zwierzęcia.